# Januário Machaze Nhangumbe
Januário Machaze Nhangumbe (Panda, 20 de agosto de 1934) é um prelado moçambicano da Igreja Católica, bispo emérito de Pemba.

## Biografia
Recebeu a ordenação presbiteral em 22 de dezembro de 1962.
Em sua atuação pastoral, visando situar o lugar e a atuação da Igreja Católica em Moçambique no futuro Estado Independente, na companhia do também padre Alexandre José Maria dos Santos, deslocou-se a Tanzânia, após o 25 de abril de 1974. Em nome da União dos Sacerdotes e Religiosos Moçambicanos, para contatar a direção da Frente de Libertação de Moçambique (FRELIMO), levou a preocupação de deixar patente que a Igreja Católica continuaria cada 
vez mais local no pós-independência.
Em 15 de janeiro de 1975, o Papa Paulo VI o nomeou como bispo de Porto Amélia. Recebeu a ordenação episcopal em 9 de março do mesmo ano, no Pavilhão de Desportos do Sporting Clube de Lourenço Marques, tendo como sagrante principal o cardeal Dom Agnelo Rossi, Prefeito da Congregação para a Evangelização dos Povos, coadjuvado por Laurean Rugambwa, arcebispo de Dar-es-Salaam e Dom Eduardo André Muaca, bispo de Malanje. Nessa mesma oportunidade, também foi ordenado Dom Alexandre José Maria dos Santos, sendo os dois primeiros nativos moçambicanos a pertencerem ao episcopado.
Teve sua renúncia à administração pastoral da Diocese de Pemba aceite pelo Papa João Paulo II em 8 de novembro de 1993.
Em 9 de maio de 2015, realizou visita ad limina ao Papa Francisco, em Roma.